# Joe Madureira
Joe Madureira   (Filadèlfia, 3 de desembre de 1974) és un dibuixant i guionista de còmics estatunidenc conegut pels seus treballs a X-Men i com a creador de Battle Chasers.